# Sandrah Tubobereni
Sandrah Tubobereni (* Mai 1991) ist eine nigerianische Modedesignerin und Gründerin des Modelabels TUBO.

## Leben
Tubobereni wuchs in Port Harcourt im Süden Nigerias auf, wo ihre Mutter als Schneiderin arbeitete. Bereits in der Grundschule nähte sie ihre eigenen Schuluniformen und verdiente später durch die Anfertigung von Uniformen sowie Alltagskleidung für Mitschüler ihr erstes Geld. Nach dem Schulabschluss studierte sie Volkswirtschaftslehre an der Madonna University und erwarb den Bachelor of Science. Anschließend erwarb sie an der Coventry University einen MBA in Global Financial Services mit der Auszeichnung „First Class“. Zunächst arbeitete Tubobereni im Finanz- und Business-Development-Bereich, bevor sie 2014 endgültig in die Modebranche wechselte. Sie bezeichnet sich als autodidaktische Designerin, die ihre Fähigkeiten vor allem durch praktische Erfahrung entwickelt hat.

## Wirken
Im Jahr 2014 gründete Tubobereni ihr Modelabel TUBO, dessen Ziel die Verbindung traditioneller afrikanischer Ästhetik mit zeitgenössischem Design ist. Tubo-Entwürfe zeichnen sich durch moderne, figurbetonte und zugleich verspielte Silhouetten, weite Röcke und kräftige Farben aus.
Ihr erstes offizielles Lookbook war die Frühjahr/Sommer-Kollektion „Lé Premiere“, die sie 2016 bei der Africa Fashion Week Nigeria präsentierte. Die farbintensive und strukturell auffällige Kollektion verschaffte ihr internationale Aufmerksamkeit und zahlreiche Aufträge für Braut-, Ready-to-Wear- und Haute-Couture-Kreationen. Im Juli 2016 zeigte sie dieselbe Kollektion erneut auf der Africa Fashion Week Nigeria, was ihre Bekanntheit in der heimischen Modeszene weiter steigerte. Ein Jahr später nahm sie an der Glitz Africa Fashion Week in Accra teil.
Über soziale Medien, insbesondere Instagram, vermarktet Tubobereni ihre Kollektionen weltweit und erreicht Kundinnen aus verschiedenen Ländern.
Zu den prominenten Trägerinnen ihrer Kreationen zählen unter anderem die Moderatorin Mimi Onalaja, die Schauspielerin Rita Dominic und die Musikerin Adesua Etomi-Wellington. Auch Tara Durotoye, Gbemi Olateru, Layole Oyatogun und Chika Ike erschienen bereits in ihren Entwürfen auf dem roten Teppich.
Für ihre Arbeit wurde Tubobereni 2018 bei den ELOY Awards als „Fashion Designer of the Year“ sowie bei den Fashions Finest Africa Awards als „Womenswear Designer of the Year“ ausgezeichnet.